# Gli anni al contrario
Gli anni al contrario è un romanzo di Nadia Terranova, pubblicato nel 2015. Affermata come autrice di libri per bambini e ragazzi, in questo libro l'autrice esordisce nella letteratura per adulti.

## Storia editoriale
Gli anni al contrario ha ottenuto nel 2015 il Premio Fiesole Narrativa Under 40, il Premio Brancati, il Premio Grotte della Gurfa; nel 2016 il Premio Bagutta (Sezione Opera Prima 2016), The Bridge Book Award, il Premio Viadana (ex aequo con Una storia quasi perfetta, di Mariapia Veladiano) e nel 2017 il Premio Bergamo.

## Trama
Quando, nel 1977, Giovanni e Aurora si incontrano, nulla sembra più diverso delle loro vite passate fino a quel momento. La ventenne Aurora è cresciuta in una famiglia dove regna un'educazione rigida (quattro maschi e due femmine figli del direttore del carcere cittadino); ha trascorso tutto il suo tempo a studiare per rendere sempre al massimo, convinta di meritarsi almeno il rispetto altrui, se non la considerazione. Inoltre il padre è soprannominato Il Fascistissimo per un suo passato da volontario nella guerra d'Etiopia. All'opposto, Giovanni ha un padre dichiaratamente comunista, una madre che si è trovata suo malgrado in una famiglia troppo politicizzata, due fratelli assai maggiori; viene educato con metodi blandi e con aspettative poco chiare. Il suo percorso è stato all'insegna dei facili entusiasmi e della mancanza di concretezza: perciò, a poco più di vent'anni, si ritrova in difficoltà di studio. Entra così in contatto con la studentessa che lo dovrebbe aiutare a riprendere gli studi trascurati, a dir poco.
L'incontro sfocia in un amore, in una gravidanza e in un matrimonio. Non vi sono obiezioni da parte delle famiglie che, trovata una sistemazione abitativa per la giovane coppia, ne sostengono gli studi fino al compimento. Ma Giovanni, al momento della nascita della figlia, è stranamente assente e questo rappresenta il suo primo segnale di inadeguatezza. In compagnia di amici aderenti alle frange più estremiste, simpatizzanti dei Nuclei armati proletari, si è dato ai furti e al consumo di droghe leggere. E nonostante l'amore che nutre per Aurora, ma soprattutto per la piccola, chiamata Mara, sempre più spesso latita in famiglia, e fuori si invischia in situazioni tanto pericolose quanto vane.
Aurora ha condiviso col marito un'ideologia, ma nel progressivo aumentare della violenza, dei sequestri e delle uccisioni, non aderisce alle virate di Giovanni e si sente in pericolo. Lui ora porta a casa estranei e passano tra loro armi illecite. Presa dal panico, avverte il padre che la riporta a casa con la bambina. Seguono vari momenti di rottura e riavvicinamento. L'arrivo della laurea per i due coniugi, anziché una soddisfazione è fonte di grossa difficoltà; non devono più aspettarsi aiuti in denaro dalle famiglie e, se per Aurora è ovvio mettersi a insegnare, rinunciando a un avvenire nella ricerca, Giovanni non sa che fare di sé, salvo drogarsi, ormai con eroina. Una parentesi a Milano, dove la famiglia lo ha spedito ad insegnare, si traduce in una continua ricerca di sogni artificiali, una caduta sempre più in basso, fino al licenziamento.
Mara è ancora molto piccola. Giovanni le mostra affetto, ma nelle sue condizioni non è facile affidargliela. Una sera, per consentire ad Aurora di uscire con amiche, promette di rimanere in casa; subito si convince che invece si possa uscire per poco, fino ad addormentare la piccina, ma poi, incontrati i soliti sbandati, egli si dimentica della figlia e ritorna a casa solo al mattino. Qui lo attende una tragedia: Rosa, la sorella più piccola di Aurora, è improvvisamente morta nel corso di un'escursione in montagna e Aurora è disperata. Il padre, atterrato dal colpo, cade in una prostrazione senza via d'uscita: morirà poco dopo e la pettegola città dirà che lo ha ucciso il crepacuore. A sua volta, malato di cancro, il padre di Giovanni è ricoverato in ospedale e arriva anche per lui la fine. Due uomini che avevano operato con le loro famiglie per sostenere il matrimonio di Aurora e Giovanni, aspettandosi da entrambi, non solo da lui, quella volontà di resistere insieme che invece sembra ogni giorno più lontana. Scomparsi i padri, le famiglie si allontanano, specie quella dei Silini, dove i fratelli, tutti sposati, si disperano per essere sopravvissuti alla sorella minore. In tal modo, Aurora va ad occupare con Mara la casa in cui è nata e Giovanni rimane presso la madre.
Anche per Mara gli anni passano: il nido, la scuola materna, le elementari. La bambina sembra non risentire dei problemi tra i genitori, perché protetta da Aurora che non se ne separa mai. Per Giovanni si apre una speranza: ricoverato in una comunità che ha accettato, si disintossica e lavora in campagna. Una corrispondenza semplice e tenera passa da lui alla figlia e Aurora si fa interprete delle lettere per la bambina fino a quando, già dalla prima classe elementare, Mara impara a scrivere e leggere da sola. In tal modo Aurora ha motivo di sentirsi al di fuori dei pensieri del marito: riprende a frequentare le aule universitarie, riannodando i fili interrotti con la ricerca, fino a vincere un dottorato.
Ma il recupero di Giovanni va troppo per le lunghe, quando esce in permesso è tutto per Mara. Così Aurora gli chiede la separazione legale. Tutto si compie, ma Giovanni, guarito dalla droga, è risultato malato di AIDS a un controllo. Il suo ritorno in città, l'amorevole presenza con Mara nei fine settimana, una bellissima vacanza a Pantelleria fanno in modo che, ormai decenne, Mara possa navigare tra i genitori senza scosse. Ma anche Aurora si è convinta che non vuole rifarsi una vita e dentro di sé capisce che deve aiutare Giovanni a passare gli ultimi anni senza ulteriori recriminazioni (sembrano così lontane!) e non esita ad affidargli la figlia, ormai non più.
Finché arriva il ricovero in ospedale, sarà l'ultimo. Aurora è costantemente presente con il resto della famiglia, va, viene. Il 19 marzo 1989, dice a Mara che è la festa del papà e la porta da Giovanni, dove la piccola non è attesa ma tutti sono troppo stupiti per impedire l'incontro tra padre e figlia. Rimasto solo, Giovanni pensa che presto il Muro di Berlino cadrà, che per lui è già caduto. Prova a scrivere ancora una lettera a Mara, ma riesce ad imprimere solamente la data: il 21 marzo, primo giorno di primavera.

## Personaggi
- Aurora Silini. Seconda di sei fratelli, ha vent'anni nel 1977; studentessa di filosofia dal rendimento incrollabile, organizza all'Università sia gruppi di studio, sia riunioni politiche. Avvicina il femminismo e il marxismo ed è convinta di dover partecipare a una rivoluzione antiborghese.
- Il Fascistissimo. Silini, il padre di Aurora. Direttore del carcere cittadino, governa la numerosa famiglia con autorità, ma anche con oculatezza e protettività. Ha voluto per le figlie un'educazione in istituto religioso, dimostrato pochissimo interesse per i successi scolastici di Aurora, eppure ne favorisce il proseguimento nello studio e non le impedisce di sposarsi civilmente.
- Rosa. Figlia minore dei Silini, prediletta del padre; muore in seguito a un incidente in montagna. La sua fine si ripercuote in modo irreversibile sul padre e sui fratelli.
- Giovanni Santatorre. Di uno o due anni maggiore di Aurora, la incontra per un aiuto nello studio. Figlio minore di un avvocato comunista, è poco affidabile e sogna un avvenire di rivoluzionario, in cui si schiererà più a sinistra del padre.
- Avvocato Santatorre. Già piuttosto maturo (e con lui la moglie) quando nasce l'ultimo figlio, Giovanni, ha coniugato una brillante carriera forense con un'appartenenza politica che gli ha portato stima e considerazione.
- Mara. Nata nel 1978, figlia di Giovanni e Aurora, cresce a contatto dei numerosi familiari dando prova di equilibrio. Ha guardato per tutti gli anni della fanciullezza il comportamento dei grandi e sarà, alla fine del libro, in grado di ricostruirne le vicende.

## Edizioni
- Nadia Terranova, Gli anni al contrario, Einaudi, Torino 2015